# Wilhelm Ostwald
Wilhelm Friedrich Ostwald (let. Vilhelms Ostvalds) (Riga, 2 de setembro de 1853 — Leipzig, 4 de abril de 1932) foi um químico e filósofo alemão, nascido na Letônia.
Considerado o pai da físico-química, recebeu o Nobel de Química de 1909, por seu trabalho sobre catálise. Também desenvolveu um processo de fabricação de ácido nítrico por oxidação do amoníaco.

## Biografia
Estudou na Universidade de Dorpat (atualmente Universidade Estatal Tartu), graduando-se em 1875, e trabalhando como professor neste centro até 1881. De 1881 a 1887 foi professor do Instituto Politécnico de Riga. Em 1887 mudou-se para a Universidade de Leipzig, para exercer a função de professor de físico-química. Nesta última universidade foi fundado o Instituto Ostwald, primeiro instituto dedicado ao estudo da físico-química, que Ostwald dirigiu até 1906.
Em 1900 descobriu o processo de preparação do ácido nítrico a partir da oxidação do amoníaco, usando como catalisador a platina, facilitando a produção em massa de fertilizantes e explosivos para a Alemanha durante a Primeira Guerra Mundial. Este processo foi substituído pelo processo de Haber-Bosch, tornando a produção de amônia mais econômica. Construiu um viscosímetro que atualmente ainda é utilizado para medir a viscosidade das soluções, denominado viscosímetro de Ostwald.
Recebeu o Nobel de Química de 1909, por suas pesquisas sobre a catálise, princípios fundamentais que governam os equilíbrios químicos e velocidade das reações (cinética química). Formulou a lei de Ostwald, que rege os fenômenos da dissociação dos eletrólitos nas dissoluções.
Propôs uma nova teoria da cor, defendendo a normatização das cores. Em 1920 montou em Dresden um laboratório destinado aos seus estudos. Destacou-se, além disso, como escritor e editor científico.

## Obras
Entre suas obras destacam-se: Filosofía natural (1902) e Ciência da cor (1923).
No livro A energia (1910), Ostwald expõe sua doutrina monista do "energetismo", onde propõe que todas as dualidades modernas (corpo x mente / matéria x força) e todos os fenômenos da natureza podem ser sintetizados e expressos por transformações de energia. Não só os fenômenos físico-químicos, mas também os da biologia, da psicologia e da sociedade humana. Como um dos expoentes mais interessantes do positivismo, Ostwald rejeitou os conceitos de matéria e também o de átomo, como noções metafísicas não demonstráveis, afirmando que aquilo que os cientistas lidam diariamente em suas pesquisas não são objetos materiais, mas sim medições de como a energia se transforma.

### Publicações selecionadas
- Ostwald, W. (1900). Grundriss der allgemeinen Chemie. Leipzig: Engelmann
- Ostwald, W. (1906). Process of manufacturing nitric acid. Patent. [S.l.: s.n.]
- Ostwald, W. (1909). Energetische Grundlagen der Kulturwissenschaft 1st ed. Leipzig: [s.n.]
- Couturat, L.; Jespersen O.; Lorenz R.; Ostwald W.; Pfaundler L. (1910). International language and science: Considerations on the introduction of an international language into science. London: Constable and Company Limited
- Ostwald, W. (1917). Grundriss der allgemeinen Chemie 5th ed. Dresden: Steinkopff

### Livros
- Lehrbuch der allgemeinen Chemie.  Leipzig: W. Engelmann, 1896–1903. (2 vols.)
- Leitlinien der Chemie: 7 gemeinverständliche Vorträge aus der Geschichte der Chemie. Leipzig : Akad. Verl.-Ges., 1906.
- The Scientific foundations of analytical chemistry London: Macmillan, 1908. OCLC 35430378
- Colour science, London: Winsor & Newton, 1933. OCLC 499690961
- The color primer: A basic treatise on the color system of Wilhelm Ostwald, New York, N.Y.: Van Nostrand Reinhold, 1969. OCLC 760593331
- Electrochemistry: History and theory : Elektrochemie: Ihre Geschichte und Lehre. New Delhi: Amerind Publishing Co. 1980. OCLC 702695546
- Lebenslinien. Eine Selbstbiographie von Wilhelm Ostwald. Zweiter Teil, Leipzig 1887–1905 (3 vols). (Klasing & Co., g.m.b.H., Berlin 1927.) Translated as Wilhelm Ostwald: The Autobiography by Robert Jack. Springer, 2017.[4]